# Hải Hậu, Ninh Bình
	Hải Hậu		là một xã thuộc tỉnh Ninh Bình, Việt Nam.

## Địa lý
Trụ sở xã nằm cách phường Hoa Lư - trung tâm tỉnh lỵ Ninh Bình 37 km về phía Đông, có vị trí địa lý:
- Phía nam giáp xã Hải Tiến.
- Phía bắc giáp xã Cát Thành.
- Phía đông bắc giáp xã Hải Anh và xã Hải Xuân.
- Phía tây giáp xã Hải Hưng, xã Hải Quang và xã Xuân Trường.

Xã Hải Hậu	có diện tích:	23,87	km², 	dân số:	45.227	người, mật độ dân số: 	1895	người/km². 	
Đây là đơn vị có diện tích xếp thứ:	83	, số dân xếp thứ: 	14	và mật độ dân số xếp thứ: 	16	trong số 129 xã, phường ở Ninh Bình.  
Xã này nằm trên Quốc lộ 21, 37B, và cũng là nơi có sông Ninh Cơ chảy qua.

## Lịch sử
Theo Nghị quyết số 1674/NQ-UBTVQH15 ngày 16/6/2025 về sắp xếp các đơn vị hành chính cấp xã của tỉnh Ninh Bình năm 2025, Theo đó, sắp xếp toàn bộ diện tích tự nhiên, quy mô dân số của thị trấn Yên Định, xã Hải Trung và xã Hải Long thành xã mới có tên gọi là xã Hải Hậu.	